# Xhanfize Keko
Xhanfize Keko est une réalisatrice et scénariste albanaise, née le 27 janvier 1928  à Gjirokastër (Albanie) et morte le 22 décembre 2007.

## Biographie
Xhanfize Keko est l'épouse d'Endri Keko, également réalisateur. Leur fils Teodor Keko, prématurément disparu, était un écrivain réputé.
Nombre de films de la cinéaste s'adressent à un jeune public, et ses succès ont certainement contribué à la réputation du cinéma albanais dans le domaine du film pour enfants.
En particulier, son film Beni ecën vetë (1975) a été remarqué au Festival du film de Giffoni : c'est l'histoire de Ben, un petit garçon qui, grâce à un oncle qui l'emmène à la campagne, va échapper pour la première fois à la tutelle oppressante de sa famille.

## Filmographie sélective (en tant que réalisatrice)
- 1971  A B C…. ZH
- 1972  Kryengritje në pallat
- 1973  Mimoza llastica
- 1974  Qyteti më i ri në botë
- 1975  Beni ecën vetë
- 1976  Tinguj lufte
- 1977  Tomka dhe shokët e tij
- 1978  Pas gjurmëve
- 1981  Kur po xhirohej një film
- 1982  Një vonesë e vogël